# Proton Satria
Proton Satria – samochód osobowy typu hatchback produkowany w latach 1992 - 2006 przez malezyjski koncern Proton.

## Historia modelu

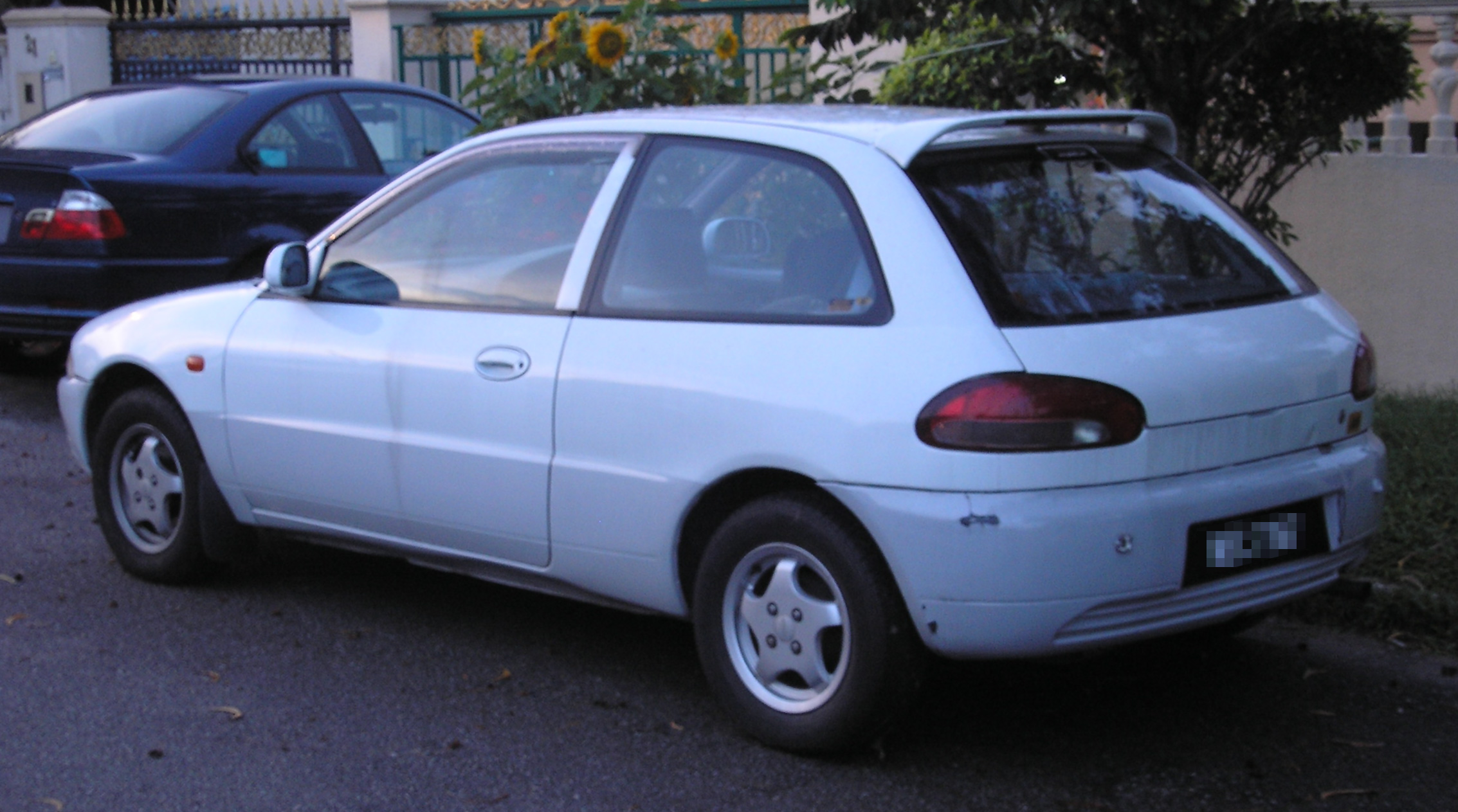
Proton Satria - tył

Model Proton Satria powstał na podstawie umowy licencyjnej z japońskim koncernem Mitsubishi. Dokładniej Satria powstała na licencji Mitsubishi Colt IV generacji. Sprzedaż prowadzona była w Malezji, dalekim wschodzie i w europejskich krajach: w Wielkiej Brytanii, Irlandii, na Cyprze, a także w "krajach prawostronnych" - w Niemczech, we Francji, we Włoszech oraz sprzedawana przez prywatnego importera w Polsce. Model przechodził jeden lifting, polegający na zmianie wyglądu tyłu i przodu. Satria oferowana była również w usportowionej wersji GTI.
W 2006 roku zaprezentowano następcę, tym razem własnej konstrukcji - model Satria Neo.

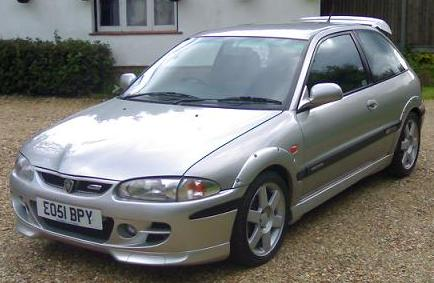
Proton Satria GTI

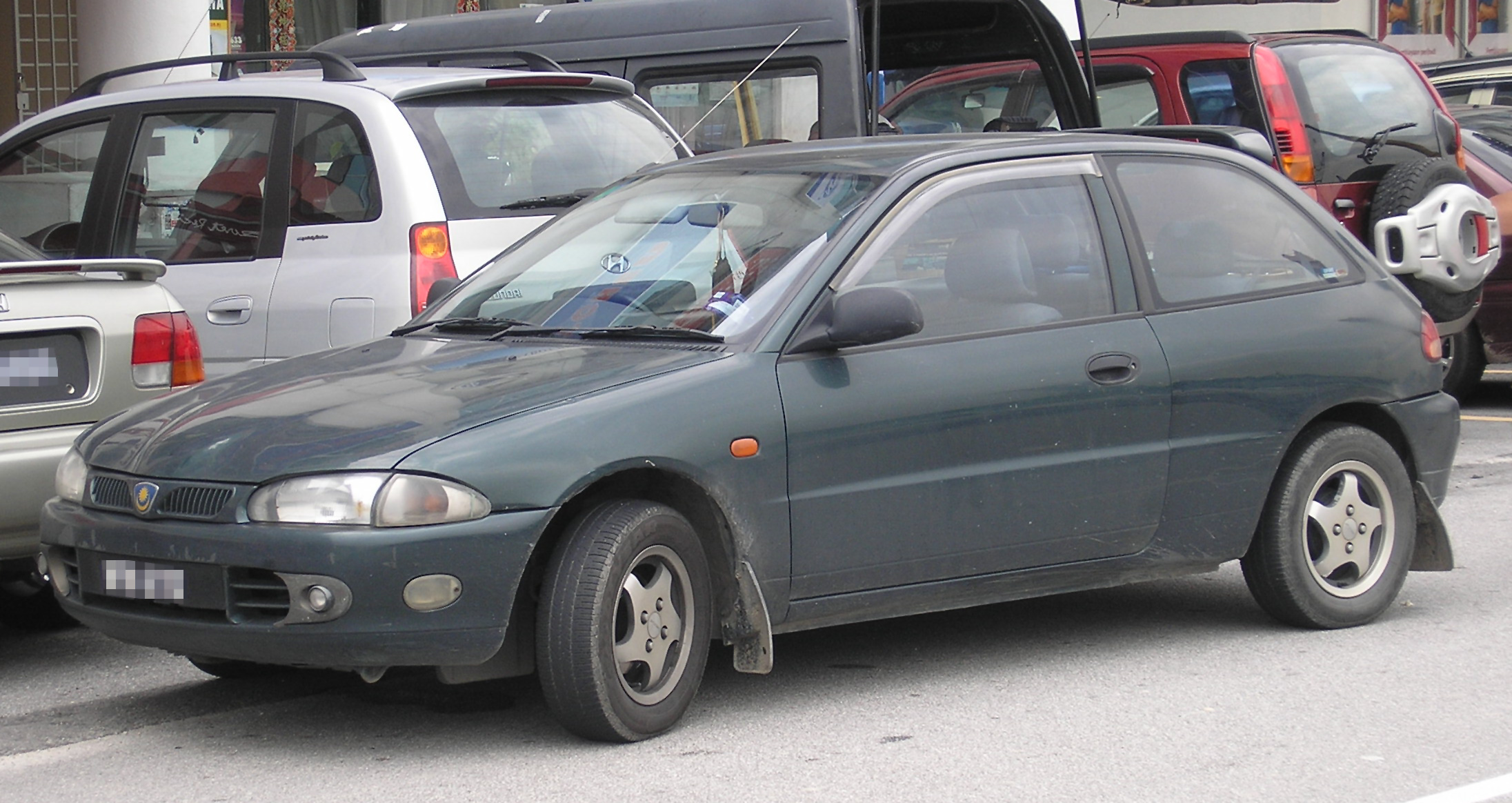
Proton Satria FL

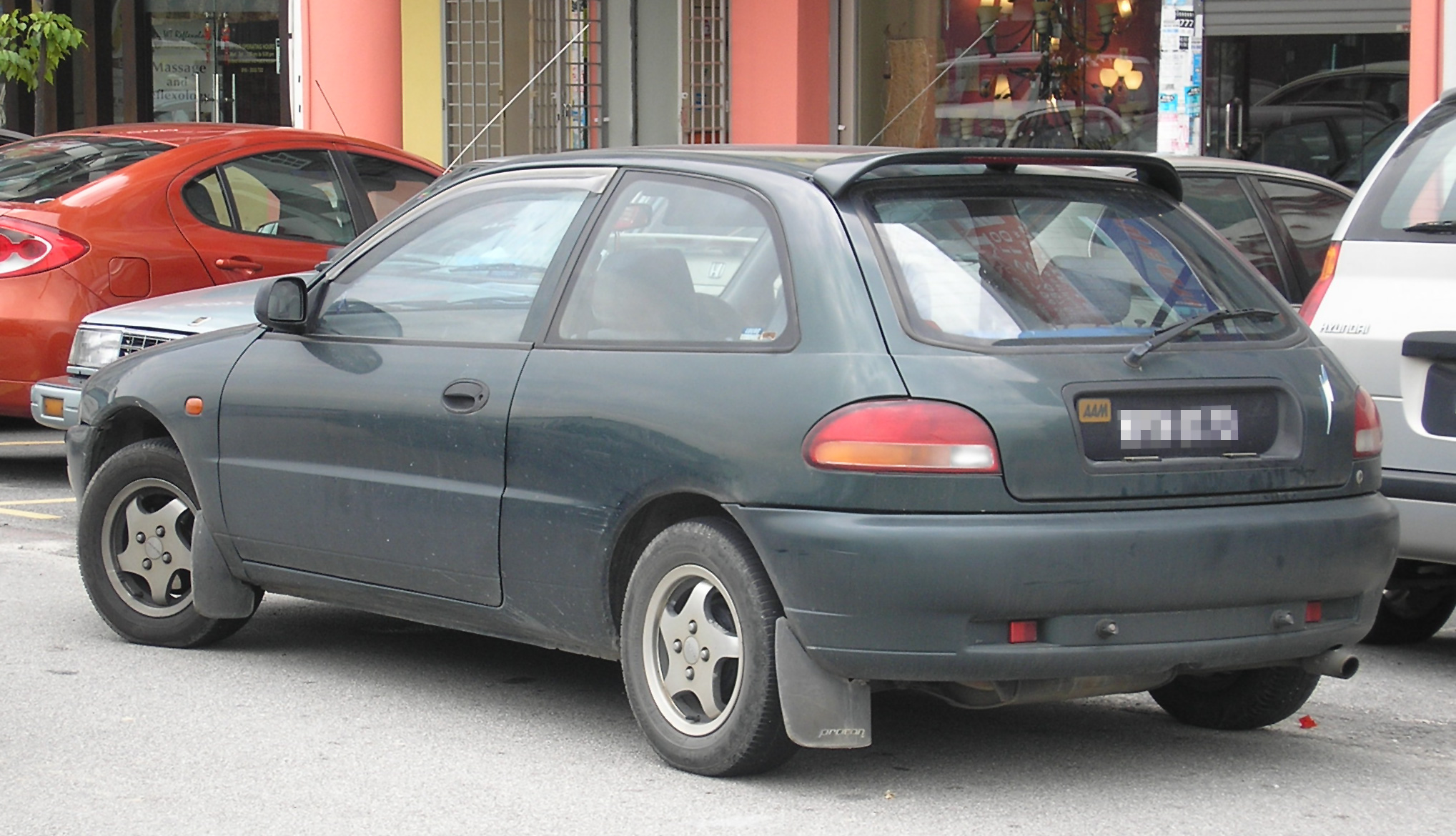
Proton Satria FL - tył